# 新潟の花街
新潟の花街（にいがたのかがい）この項目では新潟市および新潟県における花街の歴史について記載する。

## 新潟市の花街・遊廓
かつて新潟市には、昭和初期まで「新潟花街」として「古町花街」、「下町花街（北廓）」、「沼垂花街」が存在していたが、戦後の新潟経済の低迷によって衰退。現在は「古町花街」が原型を留めるのみになっている。

### 現存する花街

#### 古町花街
新潟県新潟市中央区古町にある、古町通八番町、九番町。西堀前通八番町、九番町。東堀通八番町、九番町で形成される花街。明治31年（1898年）までに 遊廓が移転したことで形成される。

### かつて存在していた花街

#### 下町花街（北廓）
「十四番町遊廓」のとなりにある寄附町に存在していた花街。現在では住宅地となっている。

#### 沼垂花街
沼垂町の沼垂四ツ角から日吉町にかけて存在していた花街。市川流市川登根が沼垂芸妓に指導をしていた。出身人物に小唄勝太郎、浅草〆香がいる。

### かつて存在していた遊廓

#### 新潟遊廓（旧）
明治26年（1893年）以降に新潟町の各地に点在していた遊廓が、本町通十四番町付近の横七番街以北に集められて形成された遊郭。明治31年（1898年）5月7日に発生した火事により全焼する。

#### 新潟遊廓（新）
十四番町遊廓
新潟遊廓の全焼後に本町通十四番町に再建された遊廓。
常磐町遊郭
新潟遊郭の全焼後に、本町通十四番町にほど近い常磐町（現:翁町）に再建された遊廓。

### 歴史

#### 江戸時代
初期
- 元和2年（1616年） - 松平忠輝の後を引き継いで、堀直寄が新潟町（古新潟）に赴任する。このころの新潟町には、すでに遊女がいたといわれている。
- 明暦年間 - 海沿いにあった新潟町が、現在の古町の区域に移転。

中期
- 年号不定 - 現在の古町通3番町の西側に、新潟で最初の花街「中道」が形成される。

後期
- 文政ごろ - 「古町」、「脱奔小路」、「熊谷小路」、「嶋（毘沙門島）」に花街や遊廓が形成される。

末期
- 慶応4年（1868年）7月29日 - 戊辰北越戦争。未明に政府軍が新潟に侵攻。新潟町が戦場となる。

#### 明治時代

##### 初期（明治元年～明治20年）
- 明治元年（1869年）11月19日 - 新潟港開港。外国船との貿易が開始される。
- 明治5年（1872年）10月2日 - 明治政府によって芸娼妓解放令が発令される。新潟県では10月20日に行われたが、遊女たちが稼業の継続を強く懇願したために遊女解放は有名無実に終わる。
- 明治7年（1874年）3月 - 貸座敷規則、芸妓規則、遊女規則が布達される。
- 明治12年（1879年）6月 - 芸妓の貸座敷への同居を禁ずる布達があり、芸妓は遊女と別居する。（新潟の花街における、芸妓置屋の起源）
- 明治13年（1880年）3月 - 明治9年の「貸座敷遊女規則」が廃止となり、新たに「貸座敷及娼妓取締規則」が制定される。これにより、「遊女」が「娼妓」と呼ばれるようになり、新潟県における公娼制度が確立される。
- 明治15年（1882年）2月 - 「歌舞遊女」の区分が廃止される。

##### 後期（明治21年～明治45年）
- 明治21年（1888年）2月24日 - 「貸座敷及娼妓取締規則」が改定され、新潟区の営業許可区域が次のように町名で明記される。（営業許可区域 : 古町通5～9番町、西堀前通5～9番町、東掘前通13番町、本町通13・14番町、南・北毘沙門町）
- 明治21年（1888年）3月7日 - 「脱奔小路の火事」が発生。新潟県篠崎知事は、この火事を好機として遊郭統合を開始する。
- 明治22年（1889年）4月1日 - 市制施行で新潟市が発足。
- 明治23年（1890年）4月3日 - 住吉町から出火し、南毘沙門町に延焼。新潟県千田知事は前例に倣い、4月11日に南・北毘沙門町の両町を免許区域から除外。
- 明治26年（1893年）8月14日 - 古町通8・9番町、西堀前通8・9番町で火災。妓楼のほとんどを焼失。新潟県籠手田知事は同月23日をもって、残った妓楼に5ヶ年の猶予期間を与え、明治31年8月21日以後は同所における稼業を禁止する旨を厳命する。
- 明治31年（1898年）5月7日 - 本町14番町から出火。304戸を焼失し、14番町の貸座敷がすべて全焼する。火災後、地主との借地料の交渉が不調に終わった14番町の楼主が借地条件の有利な隣接地へ移転。新設地を「常磐町（ときわちょう）」と改称し、同年6月に「常磐町遊郭」が形成される。
- 明治33年（1900年）2月23日 - 函館の娼妓、坂井フタ（沼垂出身）が廃業を訴えた裁判で勝訴。[2]
- 明治33年（1900年）9月18日 - 新潟遊郭横門前桜屋の娼妓であるサキが自由廃業する。

#### 大正時代
- 大正3年（1914年）4月1日 - 新潟市が信濃川対岸の沼垂町と合併。

#### 昭和時代

##### 初期（昭和元年～昭和20年）
- 昭和4年（1929年）8月 - 二代目の隣に鉄筋コンクリート橋の三代目萬代橋が竣工。
- 昭和12年（1937年） - 盧溝橋事件が発生。
- 昭和15年（1940年） - 新潟県当局がカフェ、バーなどの風俗営業の新規開業を禁止。
- 昭和16年（1941年） - 真珠湾攻撃で太平洋戦争（大東亜戦争）が開戦。
- 昭和20年（1945年）8月11日 - 原爆疎開により新潟市が無人となる。
- 昭和20年（1945年）8月15日 - 玉音放送が放送され、終戦を迎える。
- 昭和20年（1945年）9月24日 - 米軍が新潟市に進駐し、新潟市公会堂に師団司令部を置く。

##### 中期（昭和21年～昭和49年）
- 昭和21年（1946年）- GHQの指令により公娼制度が廃止されるが、遊廓はほぼそのまま「赤線」の通称で呼ばれる地域として存続する。
- 昭和24年（1949年）11月30日 - 進駐軍が新潟から引き上げる。
- 昭和32年（1956年）、売春防止法が成立。
- 昭和33年（1957年）4月1日 - 売春防止法の施行。公娼地域としての遊廓の歴史が完全に幕を閉じる。

## 新潟県の花街・遊廓
| 地方 | 名称               | 市町村   | 所在地   | 備考  |
| ---- | ------------------ | -------- | -------- | ----- |
| 上越 | 高田栄町遊廓       | 上越市   | 栄町     | [ 3 ] |
| 上越 | 直江津遊廓         | 上越市   |          | [ 3 ] |
| 上越 | 妙高温泉           | 妙高市   |          | [ 3 ] |
| 中越 | 柏崎遊廓           | 柏崎市   | 新花町   | [ 3 ] |
| 中越 | 出雲崎遊廓         | 出雲崎町 |          | [ 3 ] |
| 中越 | 寺泊遊廓           | 長岡市   |          | [ 3 ] |
| 中越 | 長岡遊廓           | 長岡市   | 文治町   | [ 3 ] |
| 中越 | 小千谷遊廓         | 小千谷市 | 船岡     | [ 3 ] |
| 中越 | 三条町遊廓         | 三条市   | 本寺小路 | [ 3 ] |
| 中越 | 越後湯沢           | 湯沢町   |          | [ 3 ] |
| 下越 | 新津町遊廓         | 新潟市   |          | [ 3 ] |
| 下越 | 津川町遊廓         | 阿賀町   |          | [ 3 ] |
| 下越 | 新発田遊廓         | 新発田市 | 三宣町   | [ 3 ] |
| 下越 | 中条町遊廓         | 胎内市   |          | [ 3 ] |
| 下越 | 五泉町馬場遊廓     | 五泉市   | 馬場新地 | [ 3 ] |
| 佐渡 | 佐渡両津町夷町遊廓 | 佐渡市   | 夷町     | [ 3 ] |
| 佐渡 | 両津町湊遊廓       | 佐渡市   | 湊町     | [ 3 ] |
| 佐渡 | 二見村遊廓         | 佐渡市   | 二見     | [ 3 ] |

### 長岡市の遊廓

#### 長岡新遊廓

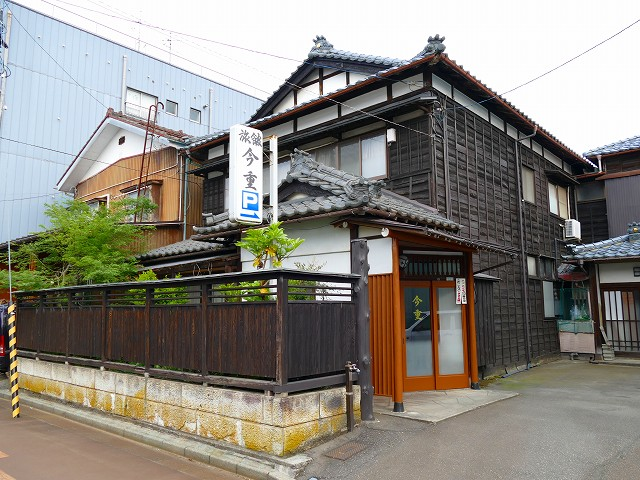
今重旅館（新潟県長岡市山田三丁目1-3）。遊廓「今重楼」から転業し、2016年末まで旅館として営業。長岡空襲で焼失・移転したため、戦前の「今重楼」と位置及び建築物は異なる。2016年5月撮影。

市の南北に南廓・北廓として分かれていた遊廓が明治40年（1907年）4月8日に長岡市文治町（現・長岡市山田町三丁目あたり）に集められ、長岡新遊廓となった。当初は今重、日進、壽の3軒しかなかったが、大正元年（1912年）には52軒にまでなった。廓内は一等地と二等地に区分けされ、一等地は大門から廓中心の交差点までを東仲之町、そこから西側を西仲之町、二等地は梅川町、高尾町、小路には久松小路、助六小路、力彌小路と名前が付けられていた。

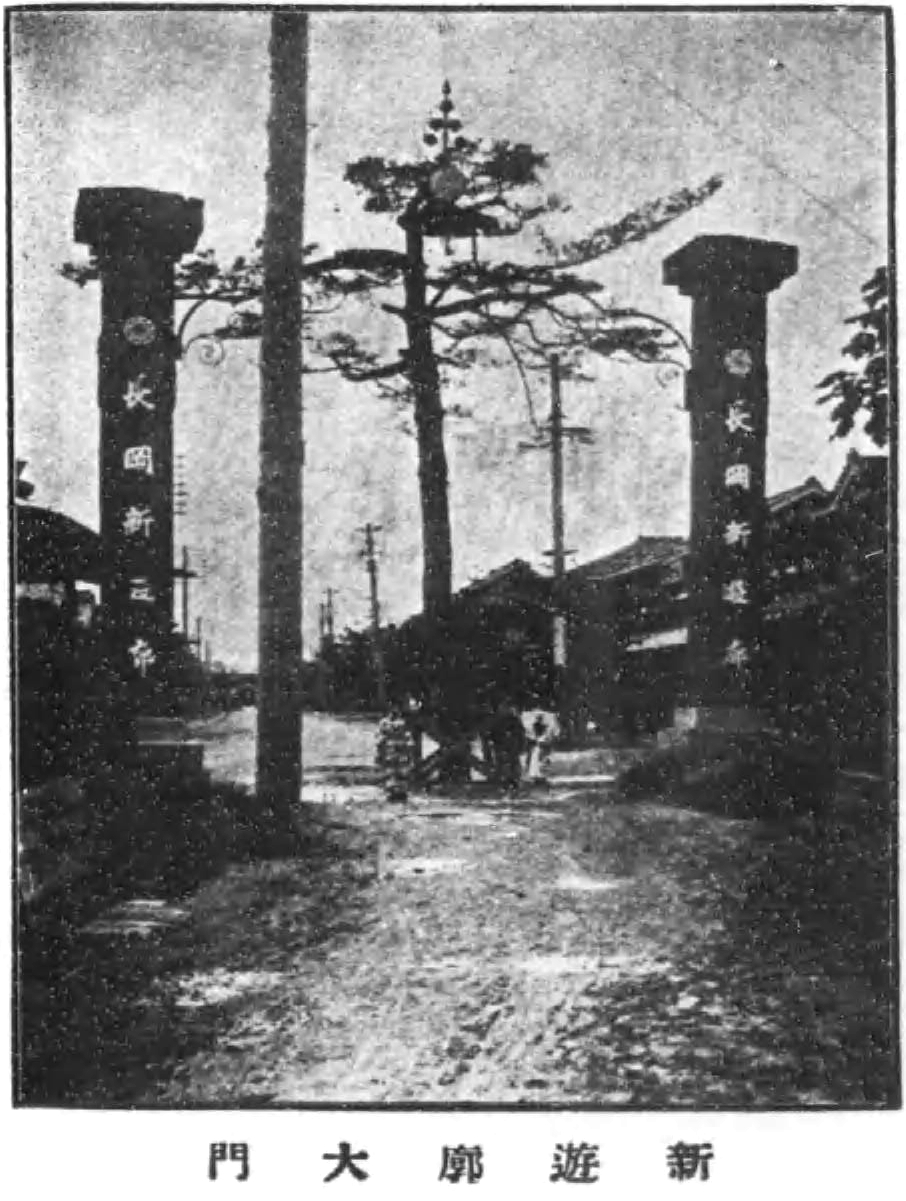
長岡新遊廓 大門
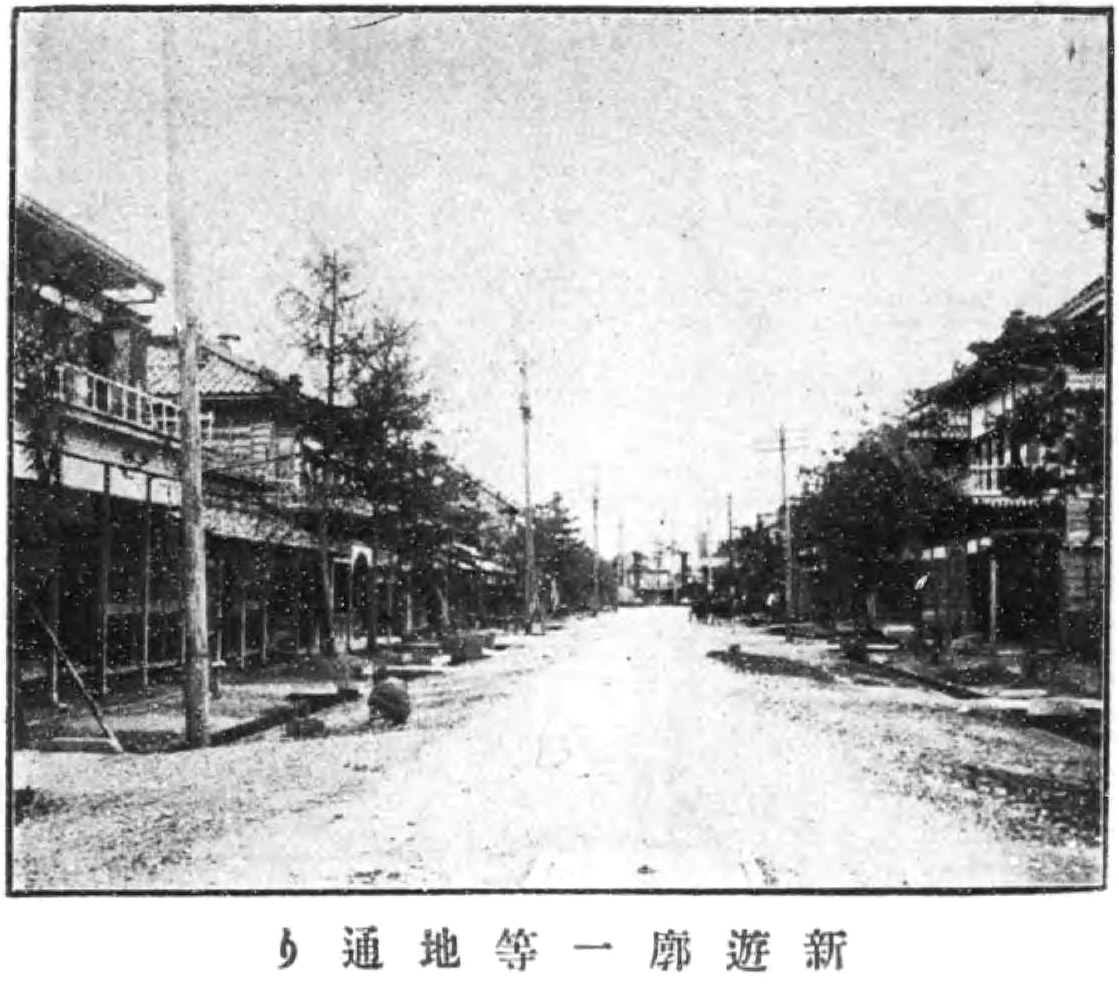
長岡新遊廓 一等地通り
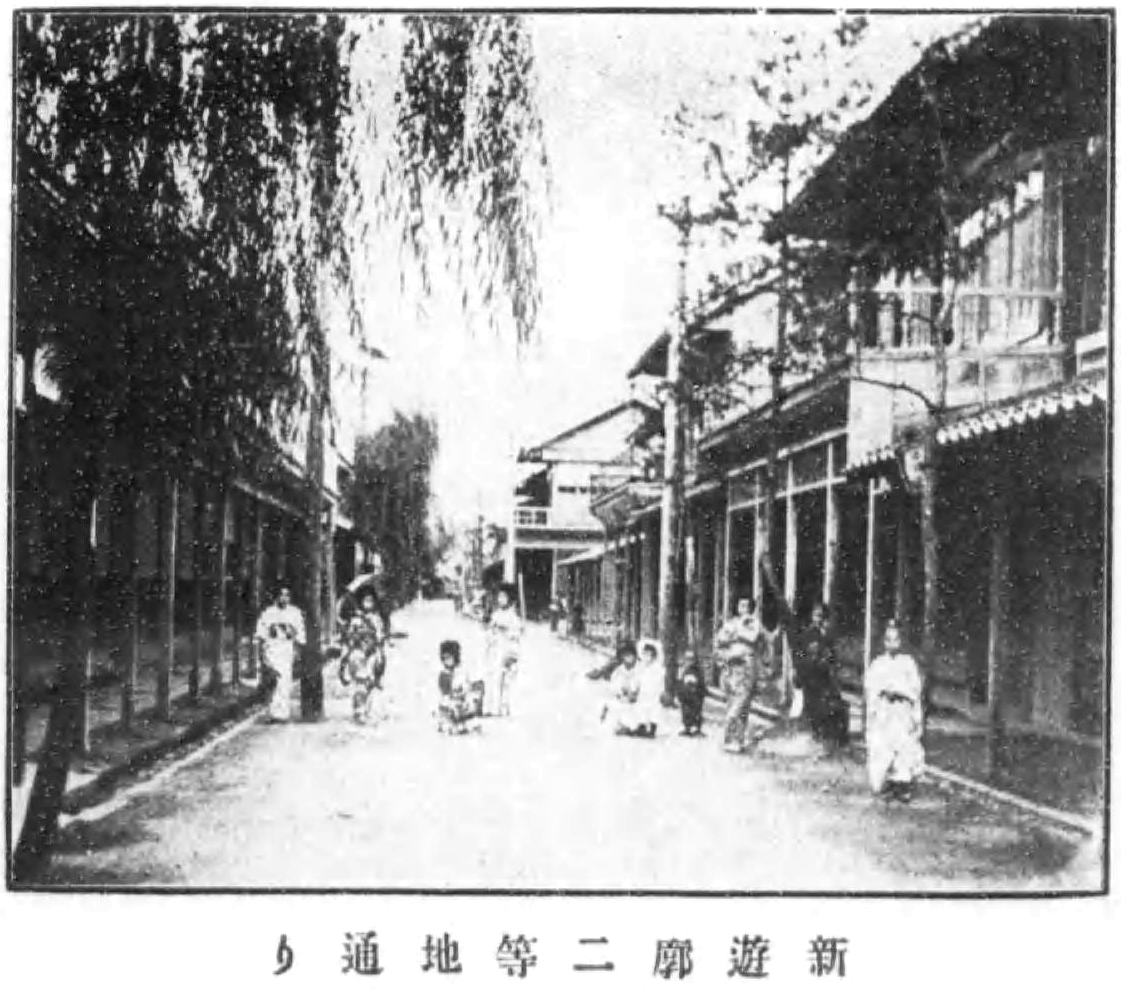
長岡新遊廓 二等地通り
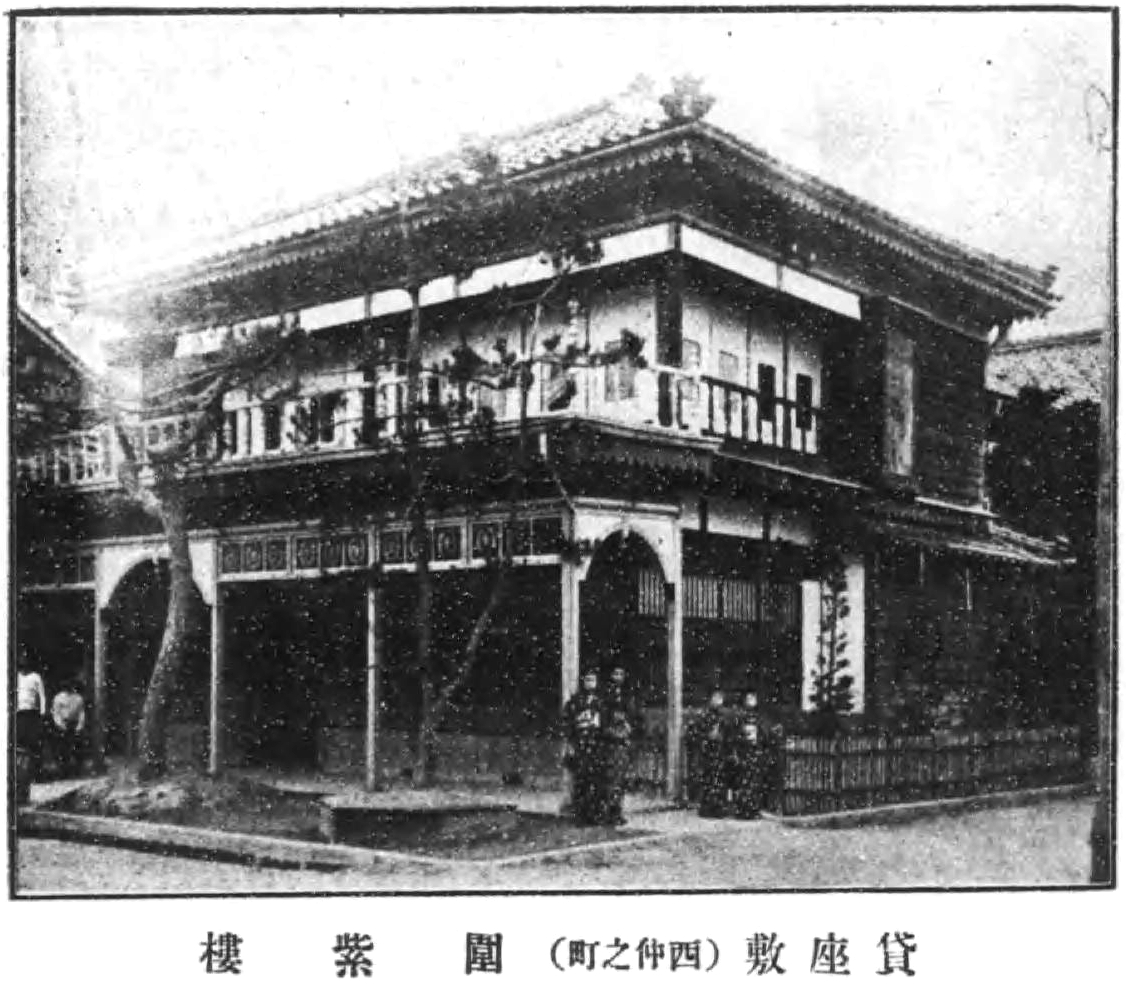
長岡新遊廓 圍紫楼
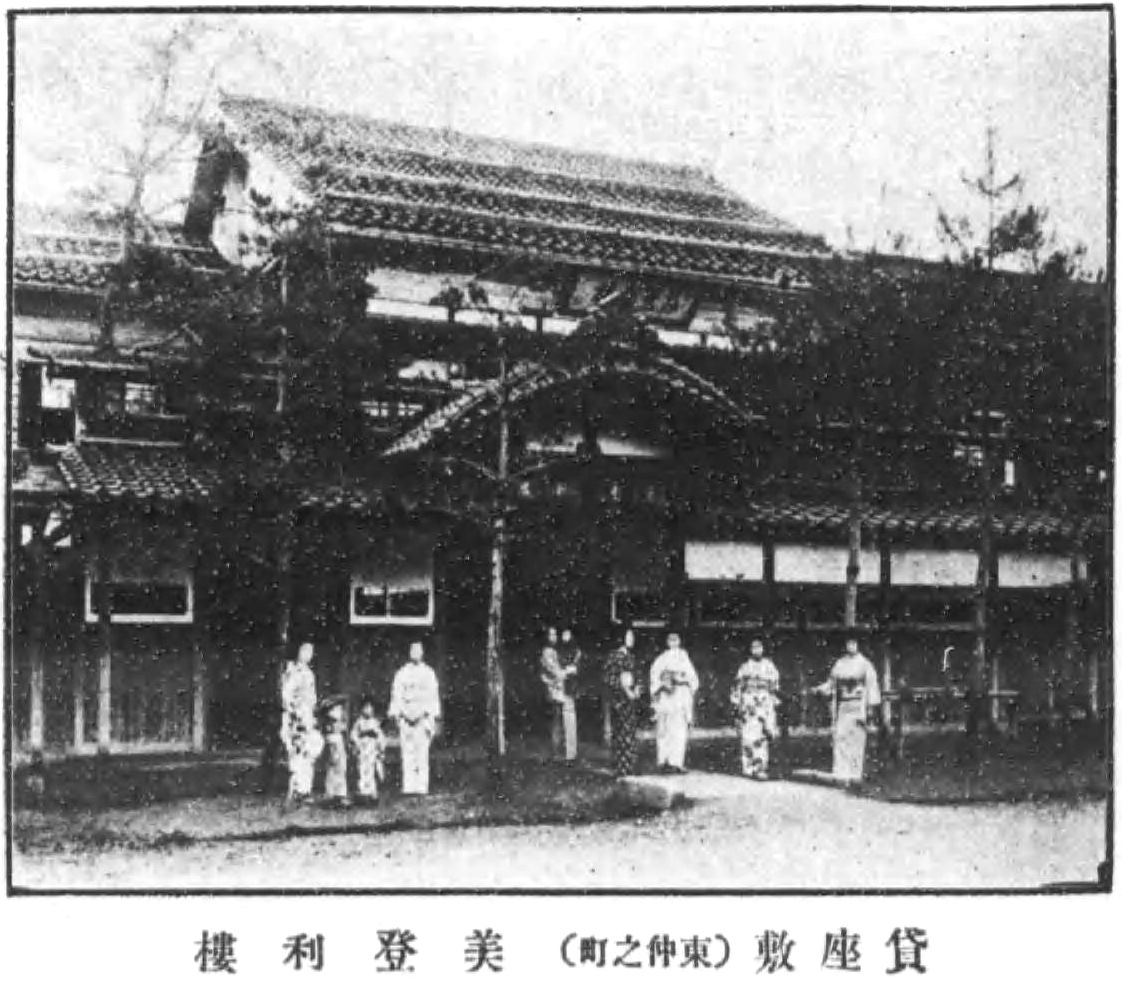
長岡新遊廓 美登利楼
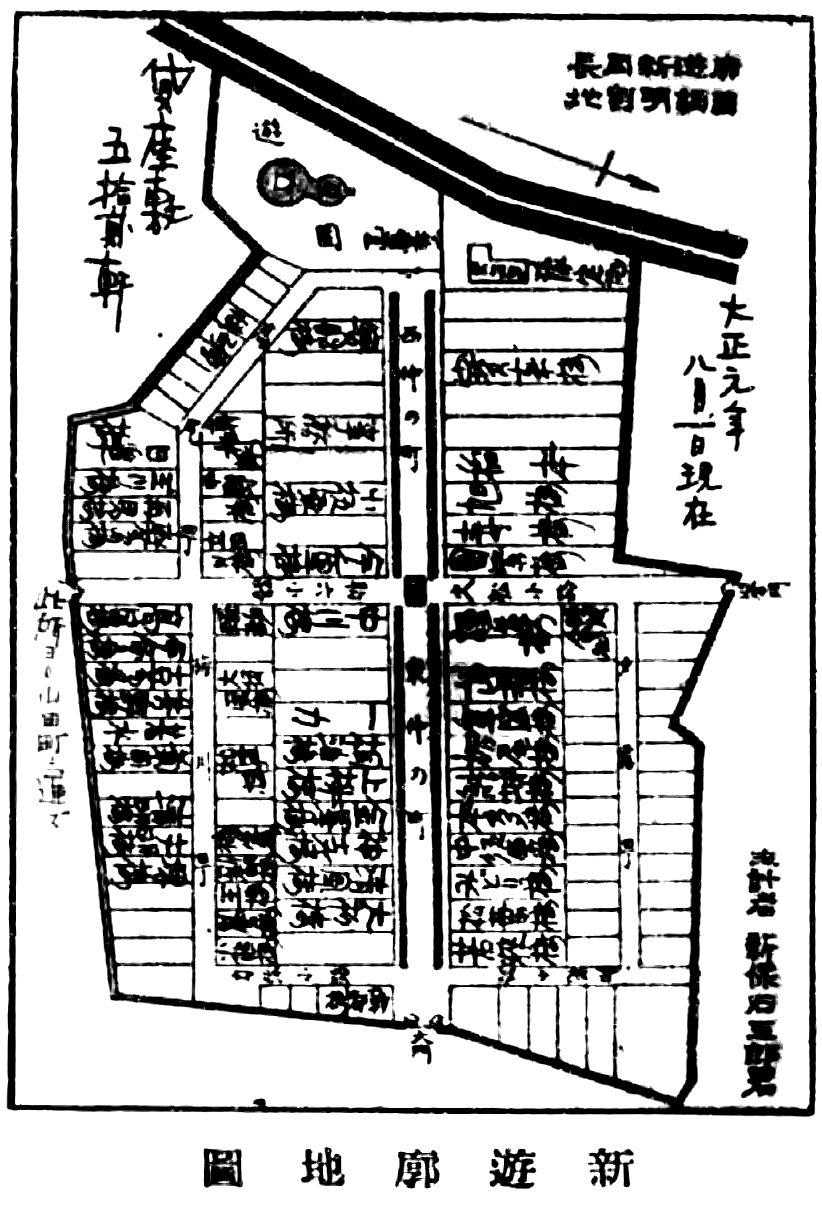
長岡新遊廓地図